# گیوم کوکلبرخ
گیوم کوکلبرخ (انگلیسی: Guillaume Coeckelberg؛ 1885 – ۱۹۵۳ (۶۷−۶۸ سال)) دوچرخه‌سوار اهل بلژیک بود.